# Albanski jezici
Albanski jezici (privatni kod: alba), grana indoeuropskih jezika čija četiri predstavnika čine albanski makrojezik. Ta četiri jezika govre se na području Albanije, Kosova, Grčke i Italije. Kao i po mnogim državama širom svijetaUkupno ih govori oko 5.825.000 ljudi. Unutar albanske grane jezika postoje dva ogranka, geijska s grgijskim jezikom, i toskijska s arvanitikom, toskijskim i arbereškim.

## Jezici i populacija
a. Gegijski jezici (1):
a1. :Gegijski [aln] (Kosovo, sjeverna Albanija), 4.156.090.
b. Toskijski jezici (3):
b1. Arbereški [aae] (Italija), 80.000 govornika (1963 L. Newmark). Etničkih: 260.000 (Stephens 1976).
b2. Arvanitski (arvanitika) [aat] (Grčka), 50.000. Etničkih: 150.000.
b3. Toskijski [als] (južna Albanija), 3.035.000.